# Protodacnusa meriva
Protodacnusa meriva är en stekelart som beskrevs av Papp 2004. Protodacnusa meriva ingår i släktet Protodacnusa och familjen bracksteklar. Inga underarter finns listade i Catalogue of Life.